# Musical

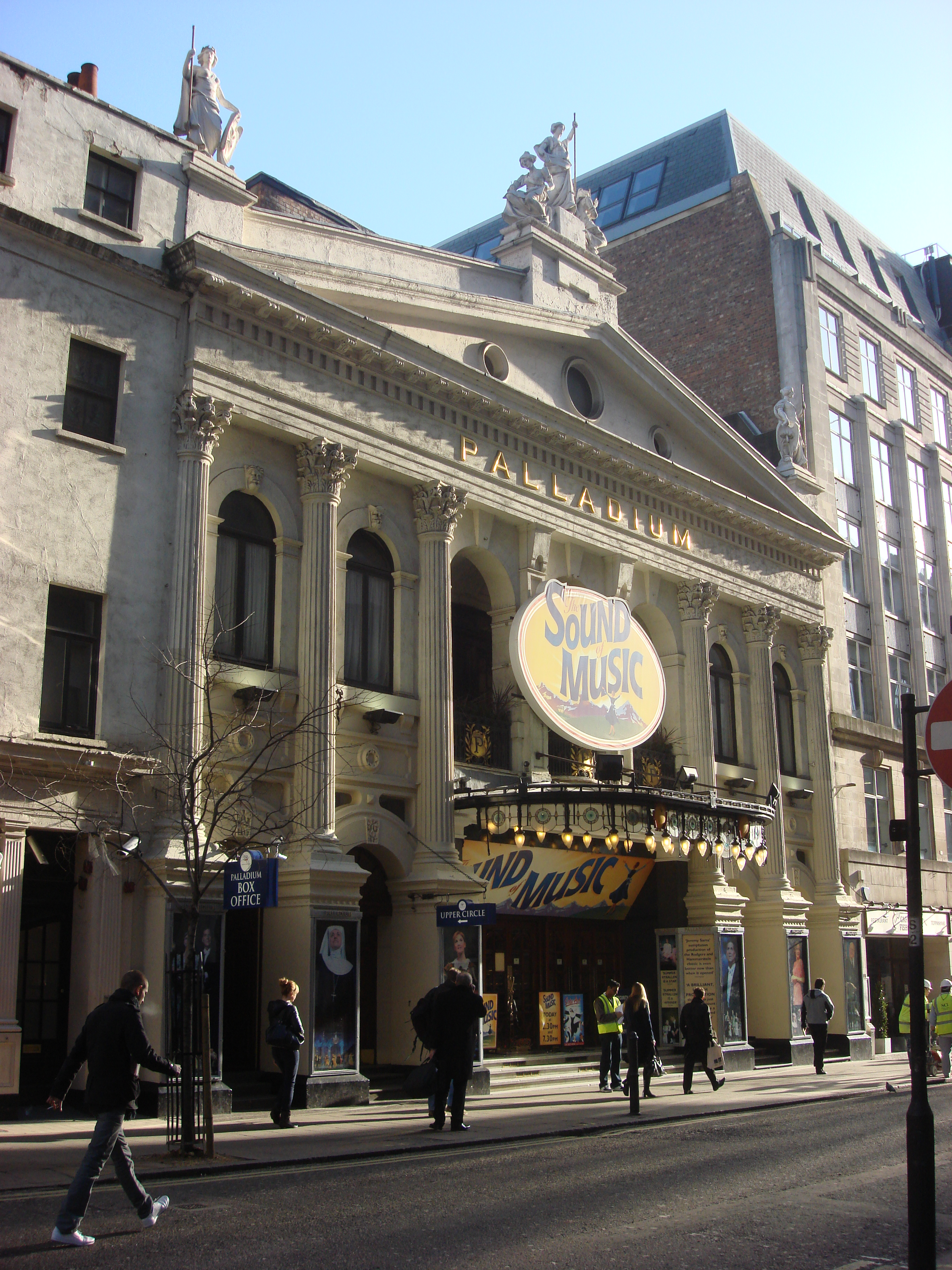
Das London Palladium, eines der Theater im Londoner West End

Das Musical [ˈmju:zɪkəl] ist eine in der Regel in zwei Akten aufgeführte Form populären Musiktheaters, die Gesang, Tanz, Schauspiel/Dialog und Musik in einem durchgängigen Handlungsrahmen verbindet.
Die Geschichte des modernen Musicals begann im New York der 1920er Jahre, fand jedoch neben dem New Yorker Broadway auch rasch Verbreitung im Londoner West End, die noch heute beide als Metropolen des Musicals gelten. Ausgehend von diesen Zentren hat das Musical weltweite Verbreitung gefunden. Neben der temporären Aufnahme in Spielpläne zahlreicher großer wie kleiner Theater haben sich auch in vielen anderen Städten Musical-Theater etabliert, die ausschließlich Musicals als meist längere und aufwendig gestaltete Produktionen (sog. En-suite-Produktionen) zeigen. Auch Tournee-Produktionen diverser Musicals sind häufig zu finden. Trotz der weltweiten Verbreitung dominieren noch heute Musicals US-amerikanischen oder britischen Ursprungs, wobei es jedoch auch erfolgreiche Musicals anderer Herkunft gibt. Wegen ihres großen Erfolgs sind viele Musicals auch verfilmt worden.
Thematisch wird eine breite Fülle von tragischen wie auch humorvollen Stoffen behandelt, die zu unterschiedlichen Zeiten und an unterschiedlichen Orten spielen. Auch für gesellschaftlich oder politisch sensible Themen hat sich das Musical stets offen gezeigt. Viele Musicals basieren auf literarischen Vorlagen verschiedener Gattungen und Epochen und in neuerer Zeit gelegentlich auch auf Filmen unterschiedlicher Genres.
Auch musikalisch ist ein breites Spektrum stilistischer Einflüsse erkennbar: von Popmusik, Tanz- und Unterhaltungsmusik bis zu Jazz, Swing, Soul und Rock ’n’ Roll, um nur einige zu nennen. Gattungsgeschichtlich haben Elemente des Dramas, der Komödie, der Revue, der Operette, des Balletts, des Varietés und der Oper Einfluss auf die Entwicklung des Musicals genommen. Das Musical ist ein Gesamtkunstwerk und ist sowohl eine literarische als auch eine musiktheatralische Gattung.

## Etymologie und Begriffsabgrenzung
Das Wort Musical ist eigentlich ein Adjektiv (engl. musikalisch) und wurde in ergänzenden Bezeichnungen zu den Stücktiteln gebraucht wie A Musical Comedy, A Musical Play, Musical Drama, Musical Fable, Musical Revue. Eine genaue Definition des Begriffes ist schwierig, da er eine große Stilfülle umfasst und sich die Vorstellungen im Lauf der Zeit geändert haben. Häufig werden „Musical“ und „Musical Comedy“ synonym verwendet. Das überwiegend ernste Musical (im Stil von Show Boat, 1927) wird Musical Play genannt. In der Regel wechseln sich Dialoge und Gesangsnummern ab. Seit den 1970er Jahren gibt es durchkomponierte Musicals.
Das Broadway-Musical grenzte sich einst von den Operetten an diesem Ort ab, indem es kaum Musiknummern im 3/4-Takt enthielt. Das Musical hat in der Regel einen durchgehenden Handlungsstrang, die Revue nicht.
Die Grenze zwischen diesen Gattungen war (besonders in der Frühzeit bis etwa 1940) fließend.

## Geschichte

### Ursprünge

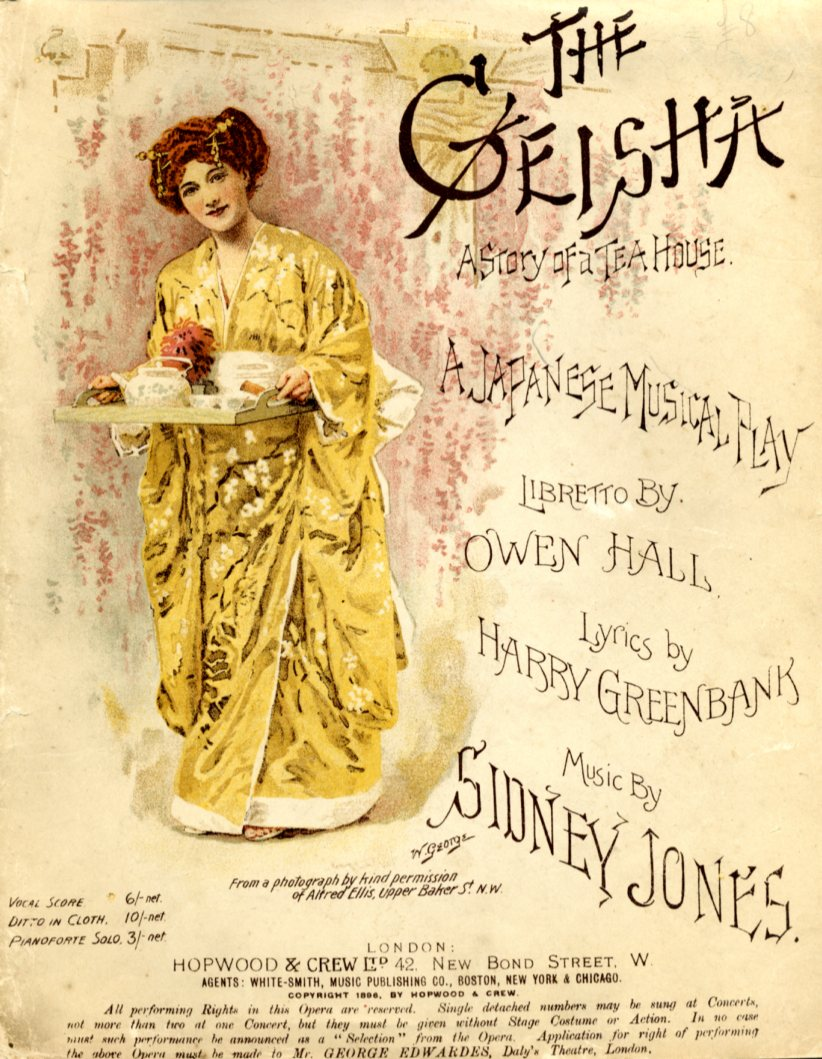
Operetten wie The Geisha von Sidney Jones (1898) beherrschten um 1900 die Londoner und New Yorker Bühnen.

Die im 18. und im frühen 19. Jahrhundert stets noch kleinen amerikanischen Städte hatten kein wesentlich anderes Theaterangebot als in Europa, und wie dort dominierten auch hier Mischformen aus Sprech- und Musiktheater, die von der Opéra comique und der europäisch geprägten Operette herstammten. Im Bereich der Kleinkunst gab es spezifisch amerikanische Gattungen wie die Minstrel Show. Wie die europäischen Music Halls oder Singspielhallen waren die amerikanischen Vaudeville-Shows seit etwa 1880 privatwirtschaftlich organisiert.
Die Ursprünge des Musicals finden sich in London und New York im 19. Jahrhundert und haben mit dem Wachstum dieser Städte und der steigenden Nachfrage nach Unterhaltung zu tun. Als erstes Musical überhaupt wird oft das 1866 produzierte Spektakel The Black Crook genannt: Weil eine angereiste europäische Balletttruppe nicht in der zwischenzeitlich abgebrannten New Yorker Academy of Music auftreten konnte, wurde das Ballett in ein Melodram von Charles Barras integriert, was unerwartet ein großer Erfolg wurde. Zahlreiche musikalisch-szenische Produktionen versuchten, auf diese Weise ebenfalls Erfolge zu werden.
Eine große Rolle ungefähr seit dem Ersten Weltkrieg spielte das Theaterviertel am Broadway als Schmelztiegel vieler Nationalitäten, Kulturen, Hautfarben, Konfessionen und sozialer Schichten. So flossen verschiedene Einflüsse in die ersten Musicals ein: Swing und Jazz der Minstrel Shows, französische Revuen und Music-Hall-Konzerte, Theaterformen der britischen Einwanderer wie das aus artistischen Nummern bestehende Vaudeville und die Burlesque, die Operette aus Paris und Wien und das Flair der Wild-West-Sideshows. Zum klassischen Operngesang gesellten sich neue Techniken wie das Belting. In aufwendigen Extravaganzas hatten Bühneneffekte, Bühnenmaschinerie, Tanzeinlagen und Kostüme große Bedeutung.
Zu Beginn des Jahrhunderts bestand die Broadway-Unterhaltung noch hauptsächlich aus Revueshows wie den Ziegfeld Follies. Von einer spezifischen, eigenständigen Gattung „Musical“ kann man erst seit den 1920er Jahren sprechen, als die amerikanische Operette eines Victor Herbert oder Rudolf Friml an Einfluss verlor. Aus dieser Zeit stammen etwa George Gershwins Lady, Be Good (1924) und Jerome Kerns Show Boat (1927). In diesem Stück ergaben sich die Songs aus der Handlung, ohne diese zu unterbrechen. Außerdem wurde Sozialkritik mit eingeflochten, wie gegen die Diskriminierung der Afroamerikaner. Mit dieser Loslösung des an Nummernrevues erinnernden Konzepts und der Integration von Musik, Gesang und Tanz in einer durchgängigen Handlung (dem „book“) war das „Book-Musical“ und damit das erste Musical des heutigen Verständnisses geboren.

### Klassische Zeit
Der New Yorker Broadway gilt neben dem West End in London nach wie vor als Zentrum der Musicalwelt. Infolge der zunehmenden Konkurrenz durch den Tonfilm löste sich das Musical mit Stücken, die sich mit einem literarischen Buch immer mehr von den bunt zusammengestellten Revuen und Nummernshows sowie den inhaltlich weniger zusammenhängenden Musical Comedys abhoben, von den frühen Werken. Der Wandel zum Book Musical wurde immer offenkundiger. Von Mitte der 1940er-Jahre bis zum Aufkommen des Rockmusicals Ende der 1960er-Jahre erlebte das Musical eine Blütezeit, die heute als das „Goldene Zeitalter“ des Musicals bezeichnet wird.
Auf eine erste Generation US-amerikanischer Komponisten, wie Cole Porter, Irving Berlin und George Gershwin (1920er bis 1940er Jahre), folgte auf dem Höhepunkt der „klassischen“ Zeit eine zweite mit Richard Rodgers, der zunächst gemeinsam mit dem Textdichter Lorenz Hart (Babes in Arms (1937), The Boys from Syracuse (1938), Pal Joey (1940) und weitere) und später mit Oscar Hammerstein (Oklahoma! (1943), Carousel (1945), South Pacific (1949), The King and I (1951), The Sound of Music (1959) und weitere) zahlreiche Musicals schuf. Dabei wurden auch bereits sensible gesellschaftliche Themen aufgegriffen, so zum Beispiel 1949 in South Pacific.
Weitere Vertreter dieser klassischen Zeit sind beispielsweise in den USA Frederick Loewe (z. B. My Fair Lady (1956)), Jule Styne (z. B. Blondinen bevorzugt (1949), Gypsy (1959), Funny Girl (1964)) und Jerry Herman (z. B. Hello, Dolly! (1964), Mame (1966), La Cage aux Folles (1983)).
In Großbritannien waren beispielsweise Lionel Bart (z. B. Oliver! (1960)) und David Heneker (z. B. Half a Sixpence (1963)) erfolgreiche Komponisten dieses Goldenen Zeitalters.
Ganz wesentlich prägte West Side Story (1957) von Leonard Bernstein die zunehmende Entfernung des Musicals von Pathos und drolliger Komik, womit das Musical-Genre eine ganz neue Qualität erlangte. Auch Sweet Charity (1966) von Cy Coleman (Musik) und Dorothy Fields (Liedtexte) sowie Cabaret (1966) und Chicago (1975) von John Kander (Musik) und Fred Ebb (Texte) entfernten sich inszenatorisch und musikalisch von älteren Klassikern.

### Das Filmmusical
Das Filmmusical, das durch die Erfindung des Tonfilms seit 1927 (The Jazz Singer mit Al Jolson) möglich geworden war, machte die Gattung Musical weltweit beliebt. Auch beim Filmmusical lässt sich eine ähnliche Entwicklung feststellen wie beim Bühnen-Musical, das erst allmählich zum Book-Musical heutiger Prägung wurde: Während Musik, Gesang und Tanz die Handlung zunächst ergänzten und auflockerten, wurden sie später integraler, handlungstragender Bestandteil des Werks.
Dabei eröffnete das Medium Film dem Musical neue Dimensionen und ermöglichte mehr Perfektion sowie üppigere Ausstattung. Durch das Verlassen der Bühne wich das Illusionstheater realistischen Landschaftsbildern. Erstmals waren rasche Szenenwechsel ohne Umbaupausen genauso realisierbar wie Nahaufnahmen, die dem Zuschauer das Gefühl vermittelten, in der ersten Reihe des Theaters zu sitzen. Einer der ersten Vertreter war The Broadway Melody aus dem Jahr 1929.
Für das Filmmusical wurden am Anfang der dreißiger Jahre neue Aufnahmetechniken erfunden, mit denen die Betrachter aus der Perspektive des Theaterzuschauers befreit werden sollten: Die sogenannten „Overhead shots“ machten die Choreografien von Busby Berkeley, der für Warner Brothers Musicals produzierte, zum Markenzeichen. Darin bildeten Hunderte von Tänzerinnen menschliche Ornamente. In Lullaby of Broadway (1934) sieht man Hunderte von stepptanzenden Füßen in riesigen Art-déco-Kulissen.
Sein choreographisches Talent sorgte schnell dafür, dass Busby Berkeley für zahlreiche Revuefilme dieser frühen Jahre die Choreographie übernahm (z. B. Die 42. Straße (1933), Goldgräber von 1933 (1933), Parade im Rampenlicht (1933), Dames (1934), Gold Diggers of 1937 (1936), Mädchen im Rampenlicht (1941) und weitere). Schließlich übernahm er in weiteren Filmen auch die Regie, so z. B. in Die Goldgräber von 1935 (1935), Musik ist unsere Welt (1939), Heiße Rhythmen in Chicago (1940), Babes on Broadway (1941), For Me and My Gal (1942) und The Gang’s All Here (1943). Weitere führende Regisseure dieser frühen Musicalfilme waren Lloyd Bacon, Roy Del Ruth, George Sidney und Robert Z. Leonard.
Eines der ersten Filmmusicals, das sich von den frühen Vertretern des Genres emanzipiert hatte und deutlich als Book-Musical erkennbar war, ist Show Boat aus dem Jahr 1936, das 1951 als Mississippi-Melodie neu und diesmal in Farbe verfilmt wurde.
Auch die Tanzfilme mit Fred Astaire können als Ursprung des Filmmusicals angesehen werden. Seine frühen Filmen mit Ginger Rogers sind noch Filmmusicals alter Prägung, so zum Beispiel Scheidung auf amerikanisch (1934), Ich tanz’ mich in dein Herz hinein (1935), Swing Time (1936) und Tanz mit mir (1937). Dies gilt auch noch für Musik, Musik (1942), in dem er an der Seite von Bing Crosby spielt. In seinen späteren Filmen ist deutlich der Einfluss des Book-Musicals erkennbar, beispielsweise Tänzer vom Broadway (1949) mit Ginger Rogers, Königliche Hochzeit (1951) mit Jane Powell, Die Schönste von New York (1952) mit Vera-Ellen sowie Vorhang auf! (1953) und Seidenstrümpfe (1957) mit Cyd Charisse.
Ein Star dieser frühen Musicalfilme war Eleanor Powell, die bereits als Kind in einer Vaudeville-Revue auftrat und später für ihre Präzision und Schnelligkeit im Stepptanz bekannt wurde. Zu ihren erfolgreichsten Revuefilmen zählen Broadway-Melodie 1936 (1935), Zum Tanzen geboren (1936), Broadway Melodie 1938 (1938), Die Liebe auf Hawaii (1939), Broadway Melodie 1940 (1940), Lady Be Good (1941), Schiff ahoi! (1942), Der Tollpatsch und die Schöne (1943) und Sensationen für Millionen (1944). Auch das Stepptanz-Duo Nicholas Brothers erlangte durch seine Tanzdarbietung des Jumpin’ Jive im Film Der Tänzer auf den Stufen (1943) große Bekanntheit.
Schon mit den ersten Anfängen in den 1930er-Jahren konnten die Filmmusicals viele Zuschauer begeistern und wurden schnell kommerzielle Erfolge. Diese Beliebtheit des neuen Genres ließ in den 1940er-Jahren die Anzahl der Musical-Filme geradezu explodieren. Erste Regisseure, die für ihre Musical-Filme bekannt waren, waren Charles Walters (z. B. Good News (1947), Osterspaziergang (1948), Tänzer vom Broadway (1949), Summer Stock (1950), Die oberen Zehntausend (1956), Goldgräber-Molly (1964)) und Stanley Donen (z. B. Heut’ gehn wir bummeln (1949), Königliche Hochzeit (1951), Singin’ in the Rain (1952), Eine Braut für sieben Brüder (1954), Vorwiegend heiter (1955), Picknick im Pyjama (1957), Damn Yankees (1958)).
Auch David Butler, der vor seiner Tätigkeit als Regisseur nicht nur als Schauspieler tätig war, sondern als Bühnenmanager eines Theaters auch mit der Theaterwelt vertraut war, drehte in diesen Jahren mehrere Musicals, so zum Beispiel Stern vom Broadway (1949), Ein tolles Gefühl (1949), The Daughter of Rosie O’Grady (1950), Bezaubernde Frau (1950), Das Wiegenlied vom Broadway (1951), April in Paris (1952) und Heiratet Marjorie? (1953).
Daneben drehte auch Michael Curtiz einige Musicalfilme, die große Erfolge wurden: Yankee Doodle Dandy (1942), Zaubernächte in Rio (1948), Mein Traum bist Du (1949), Weiße Weihnachten (1954) und Fanfaren der Freude (1956). Ein weiterer bedeutender Regisseur von Musical-Filmen war George Sidney, der bei zahlreichen Musical-Filmen Regie führte: Nacht der tausend Sterne (1943), Badende Venus (1944), Urlaub in Hollywood (1945), Annie Get Your Gun (1950), Mississippi-Melodie (1951), Kiss Me Kate (1953), Pal Joey (1957), Bye Bye Birdie (1963), Half a Sixpence (1967).
Von besonderer Bedeutung war auch Vincente Minnelli; er drehte 1944 Meet Me in St. Louis, in dem Judy Garland, die bereits als Kind in mehreren Filmmusicals mitgewirkt hatte, die Hauptrolle übernahm. Minnelli und Garland heirateten und aus dieser Ehe stammt Liza Minnelli, die ebenfalls als Musical-Darstellerin Weltruhm erlangte. Weitere Filmmusicals Vincente Minnellis waren Der Pirat (1948, wieder mit Judy Garland), Ein Amerikaner in Paris (1951), Vorhang auf! (1953) und Gigi (1958). Weitere Filmmusicals Judy Garlands waren beispielsweise For Me and My Gal (1942), Osterspaziergang (1948), Mit Musik ins Glück (1949), Summer Stock (1950) und Ein neuer Stern am Himmel (1954).
Neben Judy Garland machten diese frühen Filmmusicals zahlreiche weitere aufstrebende Künstler zu Weltstars. So zum Beispiel Betty Grable, die bereits als Jugendliche ab 1930 in mehreren Filmen als Statistin auftrat. Der Durchbruch gelang ihr 1940 mit Galopp ins Glück. Danach folgten zahlreiche weitere Filmmusicals wie Tin Pan Alley (1940), Allotria in Florida (1941), Springtime in the Rockies (1942), Coney Island (1943), Dolly Sisters (1945).
Auch Jane Powell bekam 1943 im Alter von 14 Jahren einen Vertrag bei MGM. Ihr erster Film für MGM, das Filmmusical Ball in der Botschaft (1946), wurde ein großer Erfolg und machte sie zum Star. Ihre gute Gesangsstimme und ihr Tanztalent machten sie zu einem der beliebtesten Musicalstars dieser Zeit, und so trat sie in zahlreichen weiteren Filmmusicals auf, wie zum Beispiel in Drei kleine Biester (1948), Wirbel um Judy (1948), Einmal eine Dame sein (1950), Königliche Hochzeit (1951), Eine Braut für sieben Brüder (1954), In Frisco vor Anker (1955).
Eine weitere große Karriere begann 1948, als die damals 16-jährige Debbie Reynolds die Wahl zur „Miss Burbank“ gewann und dort für den Film entdeckt wurde. Zunächst spielte sie nur Nebenrollen in Filmmusicals wie The Daughter of Rosie O’Grady (1950), Drei kleine Worte (1950) und Einmal eine Dame sein (1950), bevor ihr dann mit Singin’ in the Rain (1952) an der Seite von Gene Kelly und Donald O’Connor der Durchbruch gelang. In den folgenden Jahren war sie fast ausschließlich in Filmmusicals zu sehen, zum Beispiel 1953 in Fotograf aus Liebe erneut mit Donald O’Connor, ebenfalls 1953 in Eine Chance für Suzy neben Marge und Gower Champion, oder 1955 in In Frisco vor Anker an der Seite von Tony Martin und Jane Powell. Nachdem ab Mitte der 1950er-Jahre auch Rollen in anderen Filmgenres hinzukamen, feierte sie 1964 wieder einen großen Erfolg mit einem Filmmusical, als sie für Goldgräber-Molly für einen Oscar als beste Hauptdarstellerin nominiert wurde.
Auch Doris Day, die später vor allem mit romantischen Komödien weltweite Popularität erlangte, begann ihre Karriere in Filmmusicals wie Zaubernächte in Rio (1948), Mein Traum bist Du (1949), Ein tolles Gefühl (1949), Bezaubernde Frau (1950), Das Wiegenlied vom Broadway (1951), April in Paris (1952), Heiratet Marjorie? (1953), Das blonde Glück (1954) und Picknick im Pyjama (1957).
Diese „Goldene Ära“ des Filmmusicals brachte aber auch bei den männlichen Darstellern mehrere Stars hervor. Einer ihrer größten war Gene Kelly, der als junger Tänzer bereits am Broadway erste Erfolge feierte. Schnell wurde Hollywood auf ihn aufmerksam und im Jahr 1942 stand er für sein erstes Filmmusical For Me and My Gal unter der Regie von Busby Berkeley neben Judy Garland vor der Kamera. Es folgten zahlreiche weitere Filmmusicals (z. B. Nacht der tausend Sterne (1943), Es tanzt die Göttin (1944), Broadway Melodie 1950 (1945), Urlaub in Hollywood (1945), Der Pirat (1948), Summer Stock (1950), Ein Amerikaner in Paris (1951), Die Girls (1957)), bei denen er teilweise auch selbst Regie führte, oft gemeinsam mit Stanley Donen: Heut’ gehn wir bummeln (1949), Singin’ in the Rain (1952) und Vorwiegend heiter (1955).
Ein weiterer Star des Filmmusicals dieser Zeit war Donald O’Connor, der bereits mit zwölf Jahren seinen ersten Filmauftritt in dem Filmmusical Melody for Two (1937) hatte. Es folgten zunächst zahlreiche kleinere Rollen in Filmmusicals und anderen Filmgenres, bevor ihm dann 1952 mit Singin’ in the Rain der internationale Durchbruch gelang. Es folgten weitere erfolgreiche Filmmusicals mit ihm in der Hauptrolle, so zum Beispiel Fotograf aus Liebe (1953), Madame macht Geschichte(n) (1953), Walking My Baby Back Home (1953), Rhythmus im Blut (1954).
Eine besondere Stellung hatte das Studio Metro-Goldwyn-Mayer. MGM – und hier vor allem die Produktionen Arthur Freeds – wurde zum Synonym für dieses Genre. Als prägend gelten beispielsweise Filme wie Der Zauberer von Oz (1939), Ein Amerikaner in Paris (1951, nach George Gershwin), Singin’ In The Rain (1952), Small Town Girl (1953) und Seven Brides for Seven Brothers (1954). Beginnend mit Schneewittchen und die sieben Zwerge (1937) benutzte Walt Disney die Musicalform auch für Zeichentrickfilme.
Es fand ein reger Ideenaustausch zwischen dem Broadway als Zentrum des Bühnen-Musicals und Hollywood, dem Mittelpunkt der Filmproduktion, statt. So wurden viele Broadway-Erfolge verfilmt, genauso wie später Filme als Musical-Vorlage dienten. Das Filmmusical konnte durch einprägsame Songs, Witz, akrobatische Tanzkünste, kostspielige Ausstattung und technische Effekte eine abwechslungsreiche Unterhaltung für ein Massenpublikum bilden. So wurde das Musical zur Handelsware und entwickelte sich zu einer „Kulturindustrie“.
Bedeutende Verfilmungen von Bühnen-Musicals sind Annie Get Your Gun (1950), There’s No Business Like Show Business (1954), Oklahoma! (1955), Carousel (1956), Guys and Dolls (1956), Der König und ich (1956), South Pacific (1958), Music Man (1962), Gypsy – Königin der Nacht (1962), Half a Sixpence (1967), Wie man Erfolg hat, ohne sich besonders anzustrengen (1967) und Hello, Dolly! (1969).
Die Blütezeit der klassischen Filmmusicals, die häufig auch mit einer üppigen Ausstattung begeisterten, neigte sich in den 1960er-Jahren immer mehr ihrem Ende zu. Es folgten jedoch noch zahlreiche weitere Filmmusicals, die jedoch weniger Wert auf Ausstattung legten und mehr Raum für ernste und sozialkritische Themen boten. Darunter fanden sich zahlreiche Verfilmungen von Bühnen-Musicals wie z. B. West Side Story (1961), My Fair Lady (1964), The Sound of Music (1965), Modern Millie – Reicher Mann gesucht (1967), Funny Girl (1968) und Oliver (1968).
Der Tänzer und Choreograph Bob Fosse, der bereits für mehrere Bühnen-Musicals Choreographie und später auch Regie verantwortet hatte und in mehreren Filmen als Darsteller und Tänzer mitgewirkt hatte, verlieh als Regisseur Musical-Verfilmungen wie Sweet Charity (1969) und Cabaret (1972) ein ganz eigenes Erscheinungsbild, das diese in eine für die damalige Zeit sehr moderne Inszenierung einbettete.
Einer der größten Stars des Filmmusicals der 1960er-Jahre war Julie Andrews. Nachdem sie bereits am Theater die Eliza Doolittle in My Fair Lady gespielt hatte und in dieser Rolle Erfolge feierte, war sie auch 1964 für die gleichnamige Filmfassung im Gespräch. Da sie jedoch noch keine Filmerfahrung hatte, wählte man dann für diese Rolle Audrey Hepburn, die jedoch in den Gesangsparts von Marni Nixon synchronisiert wurde. Im selben Jahr gelang dann Julie Andrews der Durchbruch im Film: Im Disney-Filmmusical Mary Poppins (1964) spielte sie die Titelfigur, das magische Kindermädchen Mary Poppins, und erlangte damit Weltruhm. Es folgten Hauptrollen in weiteren Musicalfilmen wie The Sound of Music (1965), Modern Millie (1967) und Victor/Victoria (1982), dessen Hauptrolle als Victoria Grant sie auch von 1995 bis 1997 in der auf dem Film basierenden Bühnenfassung Victor/Victoria übernahm.
Die Verfilmungen bekannter Bühnen-Musicals nahmen sich teilweise große Freiheiten und änderten Inhalt, Ablauf und Musik teilweise erheblich. So fehlen in den Filmen Heut’ gehn wir bummeln von 1949 (der Verfilmung des Bühnen-Musicals On the Town) und Blondinen bevorzugt von 1953 (der Verfilmung des gleichnamigen Bühnen-Musicals Blondinen bevorzugt) zahlreiche Musiktitel der Bühnenvorlage. Und in der Verfilmung von Mame aus dem Jahr 1974 wurde der stilistische Charakter der Musik geändert.
Es entstanden jedoch auch weiterhin originäre Filmmusicals, die nicht auf Bühnen-Musicals basierten, so zum Beispiel Der glücklichste Millionär (1967) oder zuvor Mary Poppins (1964), das mit seiner Verbindung aus Realfilm und Zeichentrick in die Filmgeschichte einging und Jahrzehnte später zum Bühnen-Musical wurde: Mary Poppins (2004).

### Das Rock-Musical

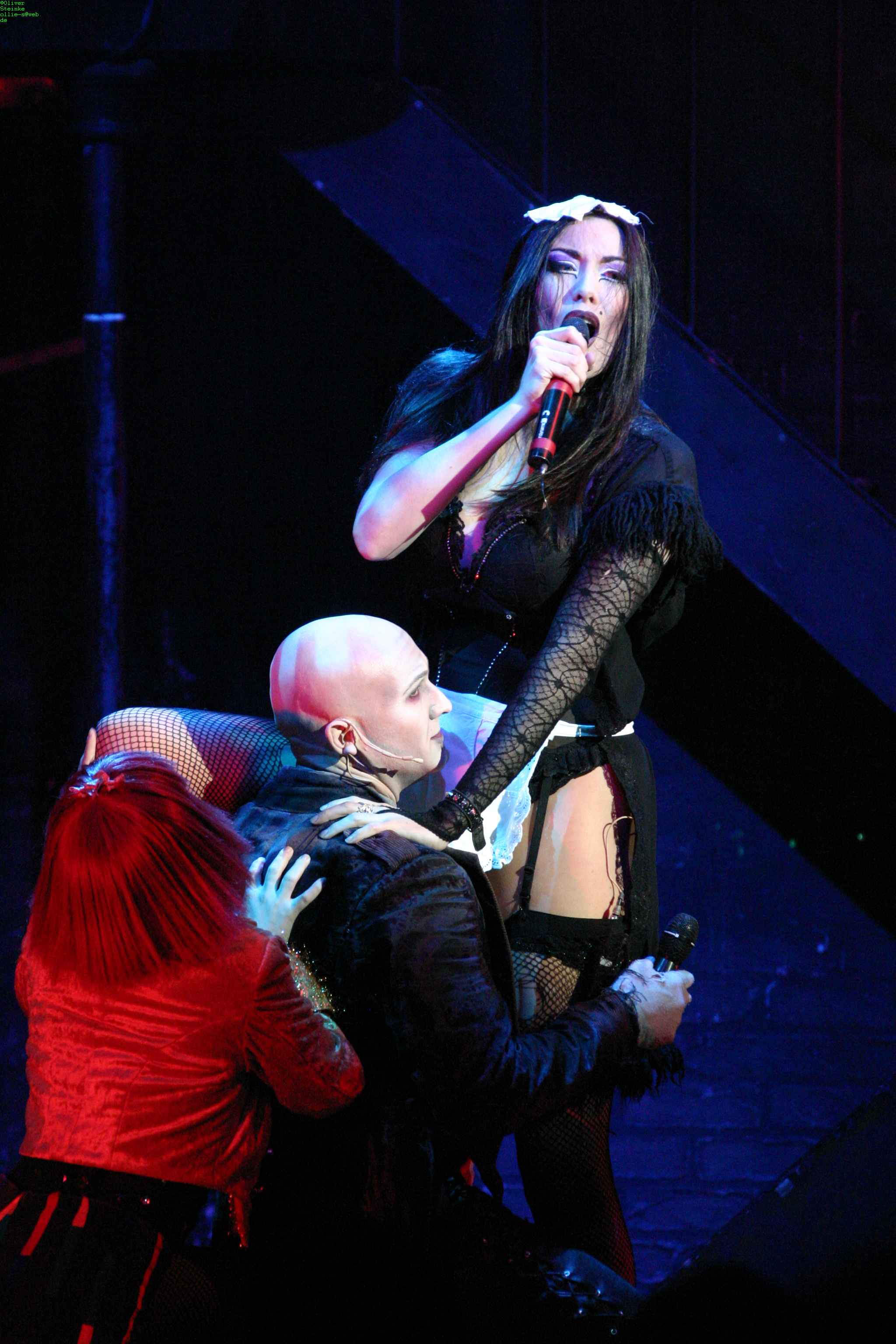
The Rocky Horror Show

Ende der 1960er-Jahre brachten Underground-Kultur, 68er-Bewegung und gesellschaftliche Umwälzungen neue Klänge sowie neue inhaltliche und inszenatorische Ideen, die teilweise auch das Musical-Genre beeinflussten und von manchen Komponisten und Autoren aufgegriffen wurden. Ein Beispiel dieser Entwicklung ist das Musical Hair von 1968, das sich intensiv mit den Problemen Jugendlicher und deren damaliger Lage, wie dem kritisch betrachteten Vietnamkrieg, beschäftigt. Nicht nur inhaltlich, sondern auch inszenatorisch wurden neue Wege beschritten, indem durch eingebaute Mitspielszenen die Barriere zwischen den Darstellern und dem Publikum gebrochen wurde. Auch der musikalische Stil und die Instrumentation waren von damaligen Trends geprägt: Aktuelle Rockmusik verdrängte die sinfonischen Merkmale und die Jazzelemente in der Musik. Das Orchester wurde durch elektroakustische Instrumente wie die E-Gitarre ergänzt oder ersetzt.
Hair (1968) oder auch Oh! Calcutta! (1969), in dem die Darsteller über weite Strecken nackt auftraten, ersetzten den Handlungsrahmen bisheriger Musicals durch ein provokatives inhaltliches Konzept, das sich teilweise mehr der Revue annäherte. Damit stellten sie die Reaktion des Musical-Genres auf damalige, avantgardistische Strömungen in Kunst und Kultur dar, die häufig polarisierten und die damaligen gesellschaftlichen Umbrüche widerspiegelten.
Eine neue Art der Satire bot Richard O’Briens The Rocky Horror Show von 1973, das sich gegen die mittlerweile als zu brav empfundene Komik der Musical-Comedy wandte und stattdessen die unfreiwillige Komik zweitklassiger Science-Fiction- und Horror-Filme, für die O’Brien seit seiner Jugend ein Faible hatte, auf die Bühne brachte. Dessen Verfilmung The Rocky Horror Picture Show aus dem Jahr 1975 wurde ein weltweiter Kultfilm und auch die zugrundeliegende Bühnenversion wird seitdem immer wieder in unterschiedlichen Inszenierungen aufgeführt.

### Moderne Musicals

#### Musical-Boom der 1970er- und 1980er-Jahre
Die Phase revolutionären Experimentierens mit neuen Inhalten, Musikstilen und inszenatorischen Ideen der späten 1960er und frühen 1970er Jahre fand schnell wieder ein Ende und man wendete sich wieder musikalisch und inszenatorisch den Musicals der Goldenen Ära zu, wobei man jedoch immer wieder neue, moderne Akzente setzte.
Bereits 1972 feierte am Broadway das Musical Grease Premiere, das den Musikstil der 1950er Jahre aufgriff und mit einer klassischen Liebesgeschichte an einer amerikanischen Highschool verband.
1973 schufen Frederick Loewe und Alan Jay Lerner mit Gigi eine Bühnenfassung ihres gleichnamigen Films Gigi von 1958. Mit A Chorus Line von Marvin Hamlisch erschien im Jahr 1975 ein Stück, das inhaltlich neuartig war, indem es das Musical-Genre selbst zum Thema machte und die Auditions für ein Musical und die Persönlichkeiten der Bewerber darstellte. Mit einer Spielzeit von fast 15 Jahren mit über 6.000 Vorstellungen wurde dies das zur damaligen Zeit am längsten laufende Musical am Broadway.
1980 folgte mit 42nd Street mit Musik von Harry Warren ein weiteres Musical, das musikalisch und inszenatorisch an die Klassiker der 1940er bis 1960er Jahre erinnerte. Mit mehrjährigen Spielzeiten am New Yorker Broadway und im Londoner West End bewies auch dieses Musical, dass das klassische Musical keineswegs veraltet war und weiterhin auf großen Publikumszuspruch traf.
Zeitgleich zog bereits ein neuer Trend in der Kompositionsweise auf: Die handlungstragenden gesprochenen Dialoge im alten Stil der Opéra comique verschwanden. Es wurde nun, wie in durchkomponierten großen Opern, durchgehend gesungen. Gesprochene Texte wurden auf ein Minimum reduziert. Die Musik schuf einen lückenlosen Zusammenhang.
Dies bedeutete den Aufstieg des britischen Musical-Komponisten Andrew Lloyd Webber, der bereits in den 1970er Jahren erste Erfolge gefeiert hatte (z. B. 1978 mit Evita) und der ab den 1980er Jahren mit Stücken wie Cats (1980), Starlight Express (1984), Das Phantom der Oper (1986) oder Sunset Boulevard (1993) weltweit bekannt wurde. Der Produzent Cameron Mackintosh brachte seine Stücke in aufwändigen Produktionen auf die Bühne, die einen wahren Musical-Hype auslösten und auch Mackintosh den großen Durchbruch als Musical-Produzent brachten.
Mackintosh entdeckte auch das Stück Les Misérables der Franzosen Claude-Michel Schönberg (Musik) und Alain Boublil (Texte), das in Frankreich bereits 1980 Premiere gefeiert hatte und nach einer Überarbeitung 1985 in London Premiere hatte. Auch mit diesem Stück gelang Mackintosh ein Kassenschlager, der sich 1989 mit Miss Saigon (ebenfalls von Boublil & Schönberg) wiederholte. Aufgrund der immer üppiger werdenden Ausstattung stiegen die Investitionen, und zur Refinanzierung mussten sehr lange Laufzeiten erreicht werden, was jedoch mühelos gelang. Auch die Lizenz-Produktionen in anderen Staaten wurden große Erfolge. Dabei setzte auch ein Trend ein, dass die Inszenierungen noch konsequenter als bei den klassischen Musicals vorgegeben wurden und Musik, instrumentelle Besetzung, Kulissen, Kostüme, szenische Realisierung bis hin zur Beleuchtung etc. als unveränderliche Vorlagen für alle Produktionen dienten.
In den USA wurden Andrew Lloyd Webbers Erfolge Evita und Das Phantom der Oper vom amerikanischen Theaterregisseur und Theaterproduzenten Harold Prince produziert, der zuvor bereits als Produzent und Regisseur für Cabaret (1966) und mehrere Musicals von Stephen Sondheim bekannt geworden war und zahlreiche Auszeichnungen und Theaterpreise erlangen konnte.

#### Entstehung von Musical-Theaterstätten in Deutschland (ab 1990er-Jahre)
Auch in Deutschland lösten die Stücke Webbers und des Duos Boublil/Schönberg einen Musical-Boom aus und erzielten langjährige Laufzeiten. Während es bisher in Deutschland nur vereinzelte Theater gab, die sich auf Musicals (und Operetten) spezialisiert hatten (z. B. das Theater des Westens in Berlin) und sowohl dort als auch bei der Aufnahme von Musicals an Stadttheatern und auf sonstigen Bühnen kürzere Spielzeiten üblich waren, wurden nun auch in Deutschland länger laufende En-suite-Produktionen umgesetzt, wie es am Broadway und in London Standard war.

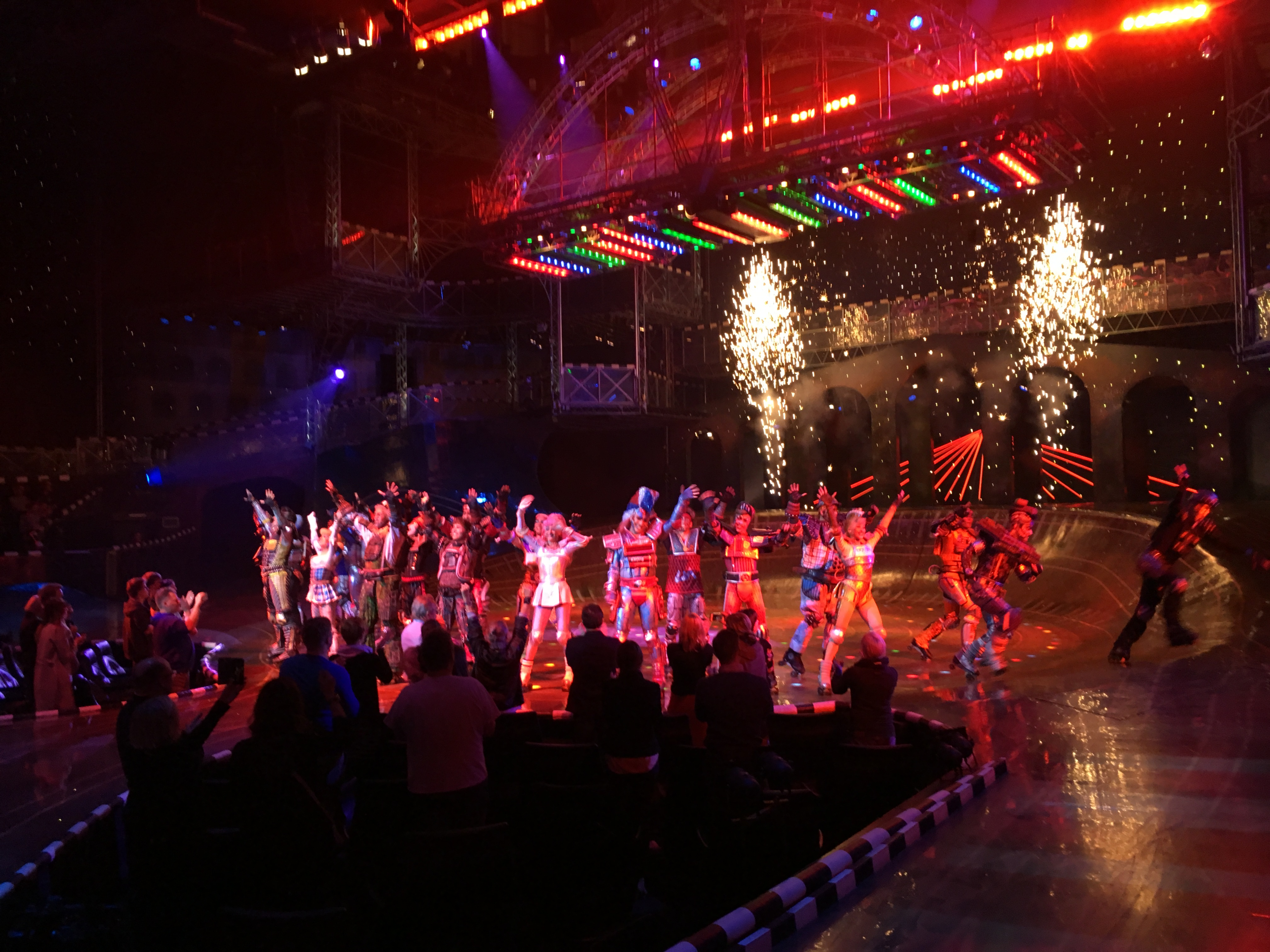
Starlight Express im Starlight Express Theater in Bochum (März 2018).

Im Zuge dieses Musical-Booms wurden in den 1990er-Jahren in vielen Städten neue Musical-Theater gebaut oder anderweitig genutzte Bauten zu Musical-Theatern umgebaut, in denen nur noch Musicals im En-suite-Betrieb gezeigt wurden. So wurden in den 1990er-Jahren die folgenden Musical-Theater eröffnet: 1990 die Neue Flora in Hamburg, 1994 das Apollo Theater in Stuttgart, das Theater im Hafen in Hamburg und das Capitol Theater in Düsseldorf, 1995 das Rhein-Main-Theater in Niedernhausen, 1996 der Musical Dome in Köln, das Theater am Marientor in Duisburg und das Colosseum Theater in Essen, 1997 das Palladium Theater in Stuttgart, 1999 das Theater am Potsdamer Platz in Berlin, das Musical Theater Bremen in Bremen und das Metronom Theater in Oberhausen.
Mit dem für 24 Millionen DM errichteten Starlight Express Theater in Bochum wurde 1988 sogar eine Spielstätte eröffnet, die nur auf dieses eine Musical ausgerichtet ist und wo die Darsteller, die allesamt auf Skatern agieren, aufwändige Brücken-Konstruktionen und mehrere, zwischen den Zuschauern verlaufende Bahnen nutzen können. Nach dieser Boom-Phase trat eine Phase der Konsolidierung ein und einige der Theater werden heute anderweitig genutzt. Seitdem wurden nur noch selten neue Musical-Theater eröffnet; eine der wenigen Ausnahmen ist das Theater an der Elbe in Hamburg, das direkt neben dem dort bereits vorhandenen Theater im Hafen gebaut wurde und 2014 eröffnet wurde.
Neben diesen Musicals, die die Massen anzogen, konnten sich aber auch Komponisten etablieren, deren Stücke nicht dieselbe internationale Bekanntheit erreichten, die aber zumindest im englischsprachigen Raum ebenfalls sehr beliebt sind. Ein Beispiel ist der Komponist und Textdichter Stephen Sondheim, der nach ersten Erfolgen als Textdichter für die Musicals West Side Story (1957) und Gypsy (1959) über Jahrzehnte hinweg Musicals komponierte, die von der Kritik sehr gelobt wurden. Mit seiner Vorliebe für komplizierte Harmonien und Melodien verzichten viele seiner Musicals auf eingängige Melodien, so dass nur wenige Songs aus seinem Bühnenwerk einem breiten Publikum bekannt sind. Zu seinen größten Erfolgen gehören Company (1970), Follies (1971), A Little Night Music (1973), Sweeney Todd (1979) und Sunday in the Park with George (1984).

#### Jukebox-Musicals als neues Genres in den 2000er-Jahren
Seit der Wende zum 21. Jahrhundert gibt es den neuen Trend des sogenannten Jukebox-Musicals, das auch Compilation-Musical genannt wird. Bei diesem Genre werden bekannte Musiktitel eines Interpreten, einer Stilrichtung o. ä. teilweise mit Anpassungen verwendet und häufig in einen neuen inhaltlichen Zusammenhang gestellt. Ein erster Vertreter war bereits 1989 Buddy, das die Geschichte von Buddy Holly erzählt. 1998 folgte Saturday Night Fever, das auf dem gleichnamigen Film basiert und neben der Musik aus dem Film weitere Titel der Bee Gees verwendet.

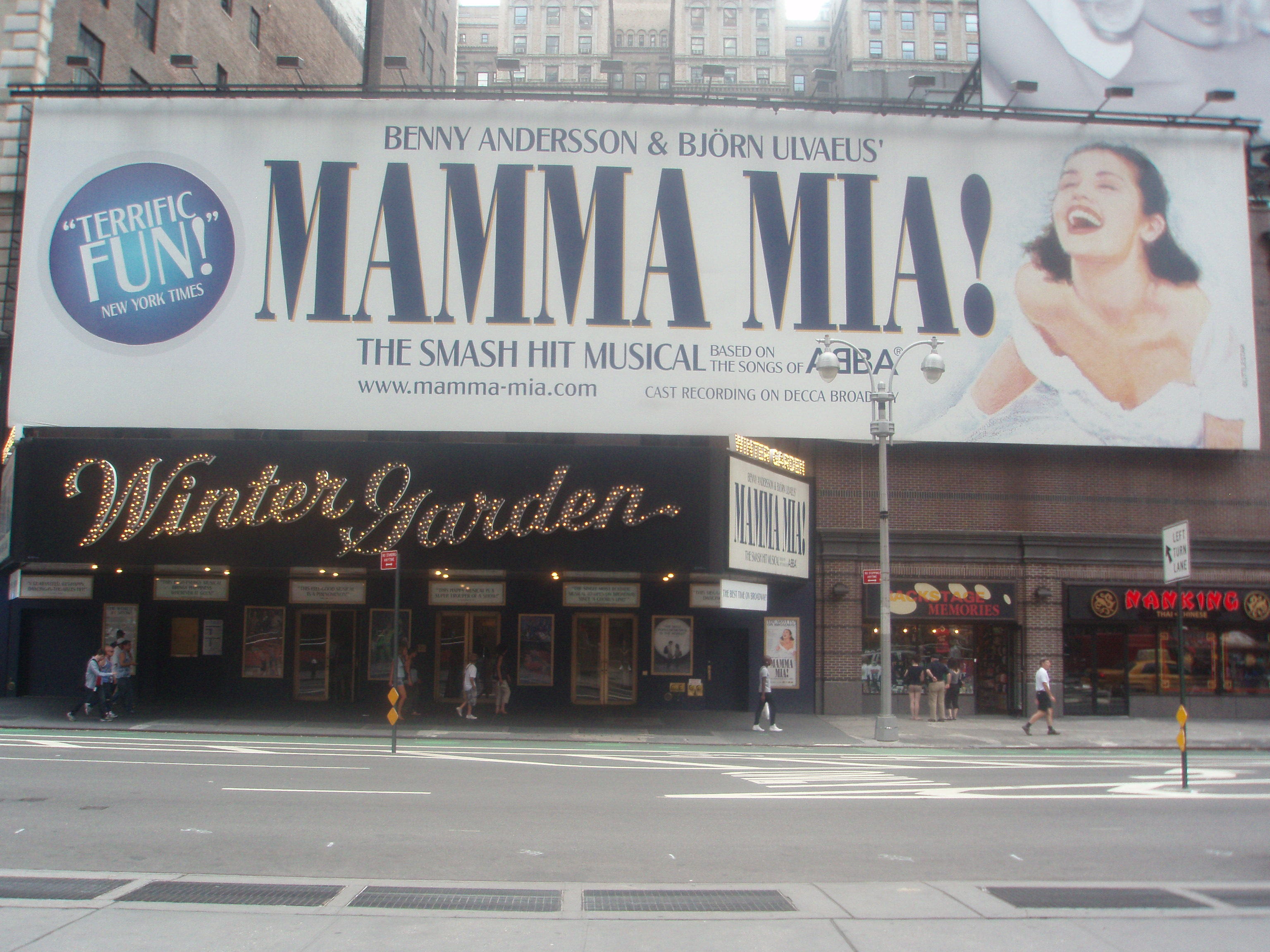
Mamma Mia! am Broadway

Der endgültige Durchbruch für das Jukebox-Musical kam 1999 mit Mamma Mia!, das die Musik von ABBA in den völlig neuen inhaltlichen Zusammenhang einer Liebesgeschichte und der Suche nach dem Vater einer jungen Frau stellt. Der weltweite Erfolg von Mamma Mia! löste eine wahre Flut an Jukebox-Musicals aus, darunter beispielsweise Jersey Boys (2005), das die Geschichte der Band The Four Seasons zeigt oder Priscilla, Queen of the Desert (2006), das auf dem Film Priscilla – Königin der Wüste basiert und Disco-Musik verschiedener Interpreten verwendet.
Im deutschsprachigen Raum wurde das Jukebox-Musical Ich war noch niemals in New York (2007) mit der Musik von Udo Jürgens ein großer Erfolg; innerhalb von 10 Jahren erreichte es an zahlreichen Spielstätten in Deutschland, Österreich, der Schweiz und Japan insgesamt mehrere tausend Vorstellungen.

#### Revival des Filmmusicals (2000er-Jahre)
Als weiterer Trend des modernen Musicals ist seit dem Erfolg des auf dem gleichnamigen Disney-Film Die Schöne und das Biest von 1991 basierenden Bühnenmusicals Die Schöne und das Biest, das 1994 Uraufführung hatte, zu beobachten, dass die Walt Disney Company immer mehr ihrer Filme auch als Musicalfassung auf die Bühne bringt. So zum Beispiel auch Der König der Löwen, das seine Uraufführung 1997 hatte, und Der Glöckner von Notre Dame von 1999, das 2017 nochmals in einer komplett überarbeiteten Fassung Premiere feierte. Auch aus dem Disney-Film Mary Poppins von 1964 wurde das gleichnamige Bühnen-Musical Mary Poppins, das 2004 Premiere feierte.

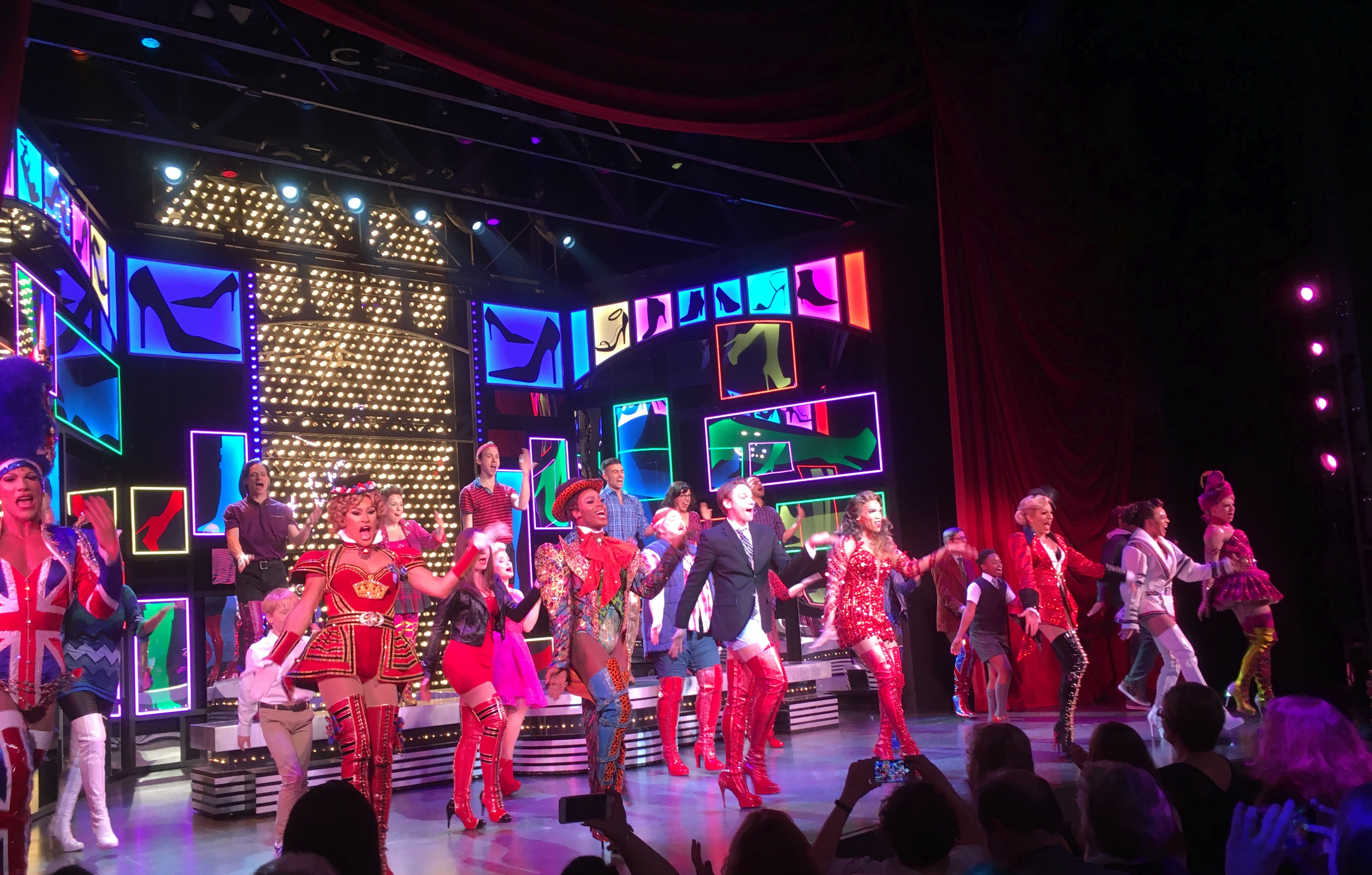
Kinky Boots im Operettenhaus, Hamburg (Mai 2018).

Unabhängig davon lässt sich beobachten, dass im Vergleich zu früher, wo eher literarische Vorlagen oder neu entwickelte Stoffe dominierten, heute häufig Filme die Ideen für neue Musical-Stoffe liefern. Teilweise handelt es sich dabei um Bühnenfassungen von Filmmusicals, in denen Handlung, Inszenierung und Musik an die Gegebenheiten eines Bühnen-Musicals angepasst wurden. Häufig werden in diesen Fällen auch zusätzliche Musiktitel ergänzt. Teilweise handelt es sich jedoch auch um Bühnen-Musicals, die nur von der Handlung eines Films inspiriert sind. Beispiele für entsprechende Musicals sind (im Klammern jeweils das Jahr der Uraufführung) Victor/Victoria (1995) von Henry Mancini, The Producers (2001) von Mel Brooks, Hairspray (2002) von Marc Shaiman, Billy Elliot (2005) von Elton John, Sister Act (2006) und Newsies (2011) von Alan Menken, Kinky Boots (2012) von Cyndi Lauper, Mrs Henderson Presents (2015) von George Fenton und Simon Chamberlain. Doch es gibt auch weiterhin neue Musicals, die auf literarischen Vorlagen basieren, wie zum Beispiel Wicked (2003) von Stephen Schwartz.

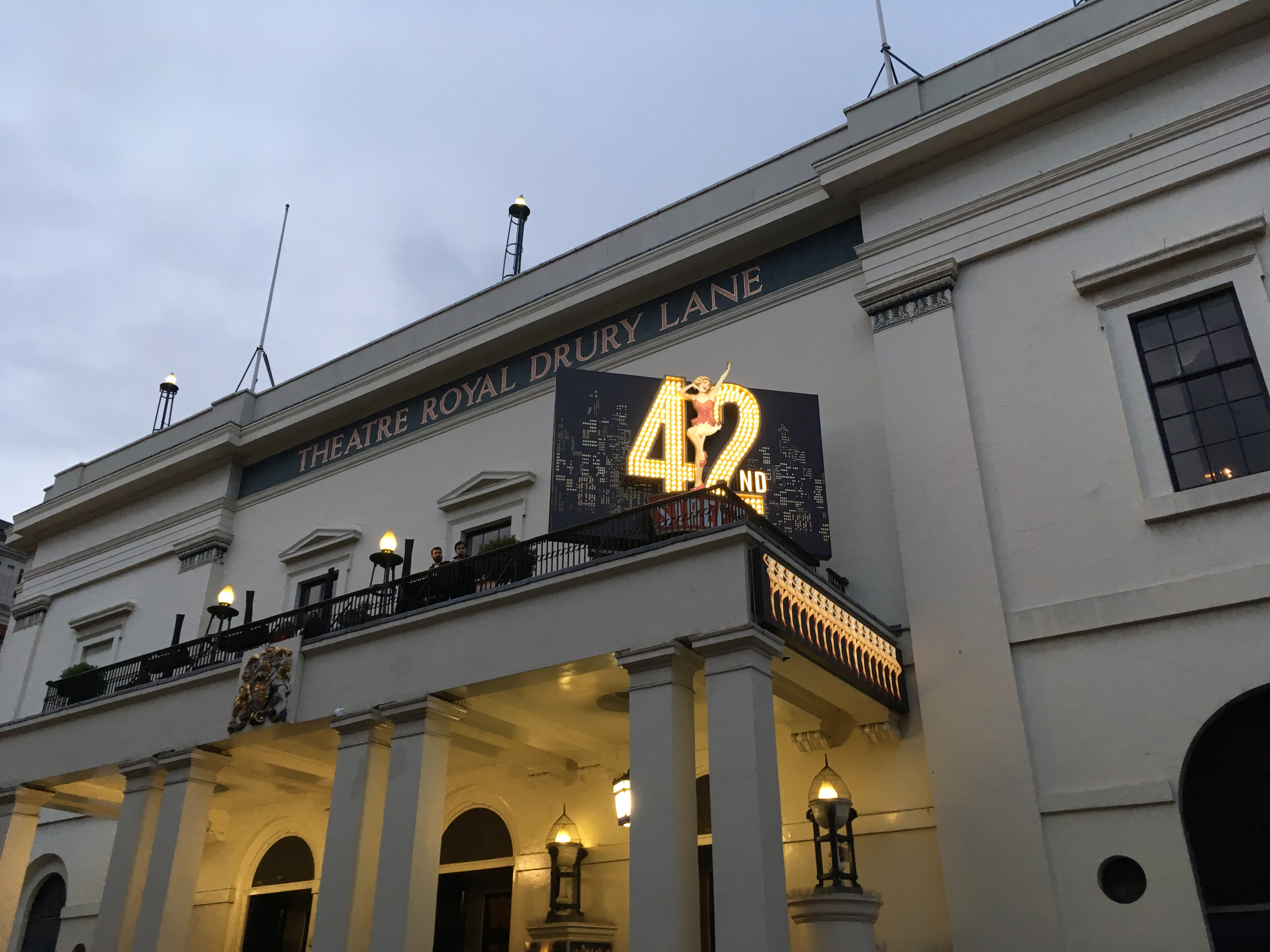
Revival von 42nd Street im Theatre Royal Drury Lane in London (September 2017).

Daneben finden auch weiterhin Revivals früherer Musicals große Besucherzahlen. Dabei wird meist an Buch und Musik wenig bis gar nichts geändert und nur die Ausstattung angepasst; Beispiele sind das Revival von Gypsy 2015 im Londoner Savoy Theatre oder von 42nd Street von 2017 bis 2019 im Londoner Theatre Royal Drury Lane. Gelegentlich finden sich jedoch auch Überarbeitungen klassischer Musicals, bei denen Buch und/oder Musik geändert werden; ein Beispiel ist Half a Sixpence, das von 2016 bis 2017 im Londoner Noël Coward Theatre sehr erfolgreich in einer bearbeiteten Version gespielt wurde.
Außerdem steigt auch wieder die Zahl der Musical-Verfilmungen. Nachdem Ende der 1960er-Jahre / Anfang der 1970er-Jahre ein Ende klassischer Film-Musicals zu verzeichnen gewesen war und es nur noch wenige Film-Musicals (z. B. Stepping Out (1991) und Newsies – Die Zeitungsjungen (1992)) und vereinzelte Verfilmungen von Bühnen-Musicals gegeben hatte (z. B. Grease (1978), Annie (1982), A Chorus Line (1985), Der kleine Horrorladen (1986), eine TV-Neuverfilmung von Gypsy (1993) und Evita (1996)), ist seit Beginn der 2000er Jahre wieder eine Renaissance dieses Film-Genres zu beobachten.
So z. B. South Pacific (2001), Chicago (2002), Das Phantom der Oper (2004), The Producers (2005), Rent (2005), Dreamgirls (2006), Hairspray (2007), Mamma Mia! (2008), Les Misérables (2012), Die Schöne und das Biest (2017), Cats (2019), West Side Story (2021). Aber nicht nur Verfilmungen erfolgreicher Bühnen-Musicals erleben eine neue Blüte, sondern es gibt auch wieder das klassische Film-Musical ohne Bühnenvorlage, so z. B. La La Land, einen der erfolgreichsten Filme des Jahres 2016.
Gleichzeitig lässt sich auch der Trend ausmachen, Musicals nicht zu verfilmen, sondern die Original-Bühnenproduktion aufzuzeichnen und zu veröffentlichen. Diese Entwicklung ist Folge der Kritik, dass moderne Musicalverfilmungen, noch viel mehr als in der klassischen Ära des Film-Musicals, zahlreiche inhaltliche, dramaturgische und musikalische Kürzungen und Änderungen vornehmen. Beispiele für Aufzeichnungen von Bühnen-Musicals sind Victor/Victoria (New York, 1995), Cats (London, 1998), Rent (New York, 2008), Liebe stirbt nie (Australien, 2012), Billy Elliot (London, 2014), Gypsy (London, 2015), Miss Saigon (London, 2016), Falsettos (New York, 2017), Newsies (Los Angeles, 2017), 42nd Street (London, 2018) und Kinky Boots (London, 2019).
Neben aufgezeichneten Bühnen-Musicals gibt es gelegentlich auch Aufzeichnungen von „konzertanten“ Musical-Aufführungen, also von Musicals, die von Darstellern und einem Orchester live auf der Bühne präsentiert werden, ohne jedoch Ausstattung, Licht, Effekte etc. der Originalproduktionen zu nutzen. Beispiele dafür sind die Aufzeichnung des Konzerts zum 25-jährigen Bühnen-Jubiläum von Les Misérables 2010 in London und die Aufzeichnung von Stephen Sondheims Company 2011 in New York City.

## Bedeutende Musical-Komponisten
Es gibt zahlreiche Musical-Komponisten, von denen hier die bedeutendsten, international erfolgreichen Vertreter und ihre wichtigsten Werke genannt werden. Für eine ausführlichere Liste siehe die Liste von Musical-Komponisten.
- Lionel Bart (Oliver!)
- Irving Berlin (Annie Get Your Gun, Call Me Madam)
- Leonard Bernstein (On the Town, Wonderful Town, Candide, West Side Story)
- Warren Casey und Barry Gibb (Grease)
- Cy Coleman (Sweet Charity)
- George Fenton (Mrs Henderson Presents)
- George Gershwin (Lady, Be Good, Oh, Kay!, Funny Face, Girl Crazy, Of Thee I Sing, Pardon My English)
- Marvin Hamlisch (A Chorus Line)
- David Heneker (Half a Sixpence)
- Jerry Herman (Hello, Dolly!; Mame, La Cage aux Folles)
- Elton John (Aida, Der König der Löwen, Billy Elliot)
- John Kander (Cabaret, Chicago, The Act, Kuss der Spinnenfrau)
- Jerome Kern (Sally, Show Boat)
- Henry Krieger (Dreamgirls)
- Cyndi Lauper (Kinky Boots)
- Sylvester Levay (Elisabeth, Mozart!, Rebecca)
- Frank Loesser (Guys and Dolls, How to Succeed in Business Without Really Trying)
- Frederick Loewe (Brigadoon, Paint Your Wagon, My Fair Lady, Camelot, Gigi)
- Robert Lopez (Avenue Q, The Book of Mormon)
- Galt MacDermot (Hair)
- Henry Mancini (Victor/Victoria)
- Alan Menken (Der kleine Horrorladen, Die Schöne und das Biest, Der Glöckner von Notre Dame, The Little Mermaid, Sister Act, Newsies, Aladdin)
- Lin-Manuel Miranda (In the Heights, Hamilton)
- Richard O’Brien (The Rocky Horror Show)
- Cole Porter (Gay Divorce, Anything Goes; Kiss Me, Kate; Can-Can, Silk Stockings)
- Richard Rodgers und Oscar Hammerstein (Oklahoma!, Carousel, South Pacific, The King and I, The Sound of Music)
- Richard Rodgers und Lorenz Hart (On Your Toes, Babes in Arms, The Boys from Syracuse, Pal Joey)
- Claude-Michel Schönberg (Les Misérables, Miss Saigon, Martin Guerre)
- Stephen Schwartz (Wicked – Die Hexen von Oz)
- Marc Shaiman (Hairspray, Catch Me If You Can)
- Richard M. Sherman und Robert B. Sherman (Mary Poppins (Film) und Mary Poppins (Bühnenversion) )
- Stephen Sondheim (Company, Follies, A Little Night Music, Sweeney Todd, Sunday in the Park with George, Into the Woods, außerdem Liedtexte zu West Side Story und Gypsy)
- Jim Steinman (Tanz der Vampire)
- Charles Strouse (Bye Bye Birdie, Annie)
- Jule Styne (Blondinen bevorzugt, Gypsy, Funny Girl)
- Jeanine Tesori (Thoroughly Modern Millie)
- Björn Ulvaeus und Benny Andersson (Chess, Kristina från Duvemåla, Mamma Mia!)
- Harry Warren (42nd Street)
- Andrew Lloyd Webber (Joseph and the Amazing Technicolor Dreamcoat, Jesus Christ Superstar, Evita, Cats, Starlight Express, Das Phantom der Oper, Aspects of Love, Sunset Boulevard, Liebe stirbt nie)
- Frank Wildhorn (Jekyll & Hyde, drei zusätzliche Titel zu Victor/Victoria)
- Meredith Willson (The Music Man, The Unsinkable Molly Brown)
- Maury Yeston (Titanic – Das Musical)
- Vincent Youmans (No, No, Nanette)

## Werke
- Liste von Musicals

## Kindermusical

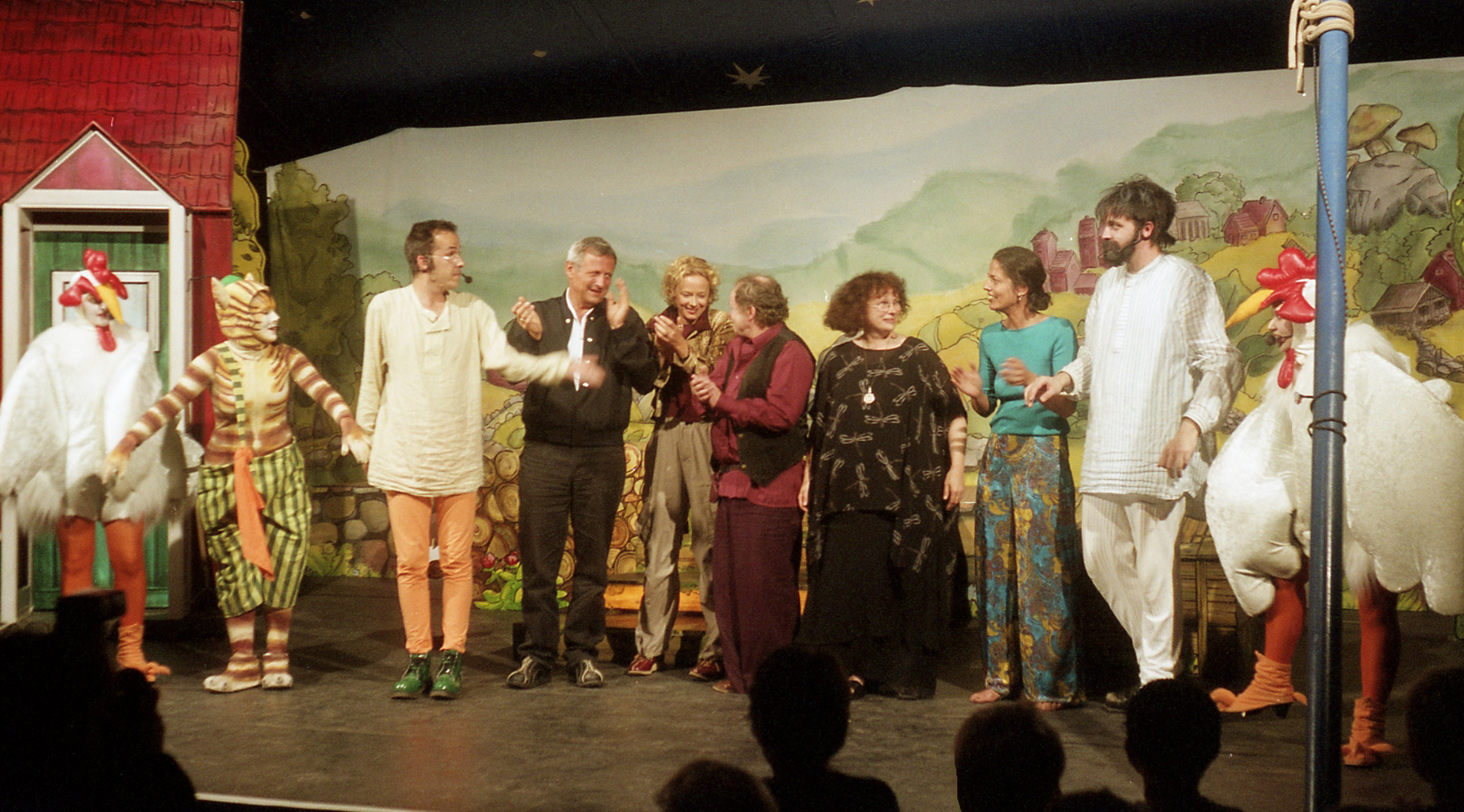
Christian Berg (mit Mikrofon) sowie Katja Riemann (Mitte) und Konstantin Wecker (dazwischen) bei der Premiere des Kindermusicals Pettersson und Findus 2001 in Cuxhaven

Der Begriff „Kindermusical“ erscheint zuerst Anfang der 1970er Jahre im Bereich des professionellen Kinder- und Jugendtheaters. Während zunächst nur Stücke gemeint waren, die sich zwar an ein jugendliches Publikum richten, jedoch von professionellen Theatern aufgeführt werden, kamen bereits im Lauf der 1970er Jahre auch Stücke hinzu, die auf eine Aufführung durch Kinder und Jugendliche ausgerichtet waren. Ende des Jahrzehnts ist der Begriff des „Kindermusical“ bereits etabliert.
Im Vergleich zu Musicals, die sich an ein erwachsenes Publikum richten (wobei viele dieser Stücke auch für Kinder ab einem gewissen Alter geeignet sein können), ist bei Musicals, die zur Aufführung durch Kinder gedacht sind, häufig das Element Tanz sehr unterrepräsentiert. Meist findet eine Konzentration auf Sprechszenen und Gesang statt, wobei sich bei jüngeren Akteuren vor allem der einstimmige Chor findet. Bei älteren Kindern und Jugendlichen kommen häufig auch Soloparts hinzu. Satzgesang und andere kompliziertere Arrangements finden sich wenig bis gar nicht. Auch die musikalischen Gattungen sind im Vergleich sehr eingeschränkt. Typisch sind weiterhin eine große (aber flexible) Anzahl an Rollen, so dass alle Kinder mitspielen können. Dabei ist auch das Rollenspektrum breit gefächert: durch Rollen mit geringem Textanteil, stumme Rollen etc. können auch schüchternere Kinder mitwirken und an Theaterspiel und Musik herangeführt werden.
Aktuelle Musicals, die zur Aufführung durch Kinder bestimmt sind, gibt es etwa die Ritter-Rost-Serie von Jörg Hilbert und Felix Janosa, dann die Musicals des Ehepaars Veronika te Reh und Wolfgang König sowie die Musicals von Mechthild von Schoenebeck(-Reiß). Musicals von Peter Schindler (Geisterstunde auf Schloss Eulenstein, Weihnachten fällt aus, Max und die Käsebande, König Keks, Zirkus Furioso und Schockorange) zählen zu den meistgespielten Werken ihrer Art bei Kinder- und Jugendchören in Theatern und Schulen. Zum Mozartjahr 2006 erschien das Kindermusical Amadeus legt los von Thekla und Lutz Schäfer. Weitere Musicals für die Aufführung durch Jugendliche schreibt u. a. Claus Martin (Pinocchio, Heidi, Dracula, das Grusical).
Neben den für jugendliche Amateure bestimmten Kindermusicals gibt es weiterhin professionelle Produktionen für Kinder, meist nach Kinderbüchern und -filmen wie Pippi Langstrumpf, Das Sams, Jim Knopf und Lukas der Lokomotivführer, Tabaluga, Yakari – Freunde fürs Leben, Pettersson und Findus. Einer der meistgespielten Autoren in diesem Bereich ist Christian Berg.

## Zeitschriften
- Musicals – Das Musicalmagazin
- Blickpunkt Musical

## Dokumentationen

### Dokumentationen über die Geschichte des Bühnen-Musicals
- Broadway: The Golden Age, by the Legends Who Were There (USA 2003, 111 Minuten)[22]
- Broadway: The American Musical (USA/GB 2004, 6 Teile, jeweils 1 Stunde)[23]

Episode 1: Give My Regards to Broadway: 1893–1927
Episode 2: Syncopated City: 1919–1933
Episode 3: I Got Plenty o' Nuttin': 1929–1942
Episode 4: Oh, What a Beautiful Mornin': 1943–1960
Episode 5: Tradition: 1957–1979
Episode 6: Putting It Together: 1980–Present
- Broadway: Beyond the Golden Age (USA 2021, 81 Minuten)[24]

### Dokumentationen über die Geschichte des Film-Musicals
- Das gibt’s nie wieder (That's Entertainment!, USA 1974, 135 Minuten)[25]
- That's Entertainment, Part II (USA 1976, 133 Minuten)[26]
- That’s Dancing! (USA 1985, 105 Minuten)[27]
- That's Entertainment! III (USA 1994, 113 Minuten)[28]